# De flygande björnarna
De flygande björnarna (kroatiska: Leteći medvjedići) är en animerad tecknad TV-serie, producerad av Zagreb film och CinéGroupe. Det var en kroatisk/kanadensisk serie som sändes för första gången 1991.
Denna tecknade serie hjälpte barnen att förstå hur viktigt det är att vara rädd om naturen och djuren, genom effekter som bland annat skogsbränder och ekosystemets viktiga roll.

## Handling
Serien fokuserar på en kull med flygande björnar, och tillsammans med sina olika djurkompisar motarbetar de olika faror som finns i den magiska skogen. Oftast blir de störda av två vesslor, Skulk och Sammy. Oftast får Skulk och Sammy hjälp av ormen Slink, de försöker hela tiden med olika dårskap, men stoppas alltid av de flygande björnarna. De små flygande björnarna får oftast råd av den äldre flygande björnen Platon, som blivit för gammal för att kunna flyga, och deras vän, ugglan Ozzy.

## Svenska röster
- Lena Ericsson som Tina och Lotus
- Dick Eriksson som Ollie
- Johan Hedenberg som Skulk
- Steve Kratz som Basil och Sammy
- Per Sandborgh som Jocke, Ozzy och Slink
- Johan Wahlström som Platon
- Maria Weisby som Jasmine, Arianne och Grizelda